# Perlodes floridus
Perlodes floridus is een steenvlieg uit de familie Perlodidae. De wetenschappelijke naam van de soort is voor het eerst geldig gepubliceerd in 2012 door Kovács & Vinçon.